# Erwan Creignou
 (mars 2017).
Si vous disposez d'ouvrages ou d'articles de référence ou si vous connaissez des sites web de qualité traitant du thème abordé ici, merci de compléter l'article en donnant les références utiles à sa vérifiabilité et en les liant à la section « Notes et références ».
Erwan Creignou est un acteur français.

## Biographie
Erwan Creignou a suivi sa formation de 1990 à 1993 au Cours René Simon, puis de 1993 à 1994 dans la classe supérieure du Conservatoire de Paris.
Il a joué dans de nombreuses fictions pour la télévision comme Femmes de loi, Navarro, Sœur Thérèse.com, etc. Il joue aussi au cinéma et sur les scènes de théâtre, notamment plusieurs fois dans des pièces de Sébastien Azzopardi comme Mission Florimont ou Le tour du monde en 80 jours.

## Filmographie

### Cinéma
- 2013 : Violette de Martin Provost
- 2011 : Mais qui a retué Pamela Rose ? de Olivier Baroux
- 2003 : Cause toujours ! de Jeanne Labrune
- 2002 : Vivre me tue de Jean-Pierre Sinapi
- 2000 : Voyance et Manigance de Éric Fourniols
- 1999 : Ça ira mieux demain de Jeanne Labrune

### Télévision
- 2015 : Camping paradis (saison 6, épisode « Le séminaire ») : Christophe
- 2012 : RIS police scientifique : Thierry Bouteiller
- 2011 : Tout est bon dans le cochon : David Delrieux (1er rôle masculin)
- 2009 : Unité spéciale 1924 : Christian Bonnet
- 2008 : Sœur Thérèse.com (épisode « Juliette est de retour ») : B. Vaneffenterre
- 2008 : Sang d'Encre : Charlotte Branstrom (2X90 min)
- 2007 : Tragédie en direct : M. Riviere
- 2007 : Samantha oups ! : Jeannot
- 2006 : Authot père et fils : M. Rivière
- 2006 : La dame d'Izieu : A. Wermus
- 2005 : Avocats et Associés (épisode « Explosif ») : P. Martineau
- 2005 : SOS 18 (épisode « Le plongeon ») : D. Baron
- 2005 : La bonté d'Alice : D. Janneau
- 2004 : Jusqu'au bout : M. Failevic
- 2004 : La petite fadette : M. Watteaux
- 2004 : Le mystère d'Alexia : M. Riviere
- 2004 : Bien dégagé derrière les oreilles : A. Deluz
- 2004 : Les Penn Sardines : M. Rivière
- 2004 : Mer belle à agitée : P. Chaumeil
- 2003 : L'affaire Dominici : P. Boutron
- 2003 : Le voyageur sans bagage : P. Boutron
- 2003 : Famille d'accueil : A. Wermus
- 2002 : Navarro : P. Jamain
- 2001 : Les Cordier, juge et flic : C. Leherissey
- 2001 : Une fille dans l'azur : M. Riviere
- 2001 : Brigade spéciale (épisode « Enfance volée ») : P. Dallet
- 2001 : Vivre ensemble : T. Boscheron
- 2000 : Mathieu Corot (épisodes 1 à 4) : P. Dallet
- 1999 : Marchand de sable : P. Salvadori
- 1999 : Illusion d'optique : H. Helman
- 1999 : Jacotte : C. Beleteau
- 1999 : Joséphine, ange gardien (épisode « Une santé d'enfer ») : H. Helman
- 1998 : Quai n°1 : P. Jamain
- 1998 : Julie Lescaut (épisodes « Piège pour un flic » et « Arrêt de travail ») : P. Dallet
- 1998 : Avocats et Associés : P. Triboit
- 1998 : Chasseurs d'écume : D. Granier Deferre
- 1998 : La petite fille en costume marin : M. Riviere
- 1996 : Un chantage en or : H. De Laugardière
- 1996 : Le premier qui dit non : M. Failevic
- 1996 : Les braconniers de Belledombre : P. Triboit

## Théâtre
- 2020 : L'embarras du choix de  Sébastien Azzopardi, Sacha Danino, théâtre de la Gaîté Montparnasse
- 2018 : Silence on tourne, de Patrice Haudecoeur
- 2015 : Conseil de Famille, d'Amanda Sthers et Morgan Spillemaeckeur, mise en scène par Eric Cyvanyan
- 2014 : Ne pas donner à manger au conférencier, de Sacha Danino, Alexandre Guilbaud et Patrick Schilling, mise en scène par Alexandre Guilbaud et Patrick Schilling
- 2013 : Des pieds et des mains de Ray Galton et John Antrobus, mise en scène  Arthur Jugnot et David Roussel
- 2012 : Le Tour du monde en quatre-vingts jours d'après Jules Verne, mise en scène  Sébastien Azzopardi
- 2011 : Les acteurs sont fatigués d'Éric Assous, mise en scène  Didier Caron
- 2010 : Mission Florimont de Sébastien Azzopardi, mise en scène  Sébastien Azzopardi
- 2008 : Êtes-vous prêt à servir votre Reine ? d'Agathe Chouchan, mise en scène  Agathe Chouchan
- 2007 : Chacun sa croix de Jean-Christophe Barc, mise en scène par Thierry Lavat
- 2005 : La Cagnotte d'Eugène Labiche, mise en scène par Patrick Pelloquet
- 2004 : Une souris grise de Louis Calaferte, mise en scène par Patrick Pelloquet
- 2002 : La Griffe (A 71) de Claude d'Anna, mise en scène  Annick Blancheteau
- 1997 : Zoe sans A ni B d'Agathe Chouchan, mise en scène  Agathe Chouchan
- 1996 : Paroles d'acteurs
- 1995 : Le Marchand de Venise d'après William Shakespeare, mise en scène  Jean-Luc Tardieu

## Distinctions
- 1997 : Talent Cannes de l'ADAMI
- 1994 : 1er prix Concours Jeunes Espoirs du TBB
- 1993 : 1er prix René Simon
- 2012 : Prix d'interprétation, avec mention spéciale, au Festival du film de télévision de Luchon [1] pour le premier rôle masculin dans le téléfilm Tout est bon dans le cochon